# 八一七南路
八一七南路是中国福建省福州市台江区的一条重要街道，南北走向，长550米，路宽40米，为福州古老的中轴线——八一七路南段，传统以贸易批发著称。

## 历史
八一七南路原名中亭街，北起小桥，南至万寿桥，为宽5米左右的石板街。1928年中亭街拓宽为14米宽的近代马路，1930年利用城墙石铺砌路面。1950年8月，改名为八一七南路，以纪念解放军攻占福州一周年 。1957年八一七北路拓宽至24米，而八一七南路保持原有宽度。1999年，八一七南路首先改造，拓宽到宽40米。